# 12395 Richnelson
12395 Richnelson eller 1995 CD2 är en asteroid i huvudbältet som upptäcktes den 8 februari 1995 av den brittiske astronomen David J. Asher vid Siding Spring-observatoriet. Den är uppkallad efter Richard Nelson.
Asteroiden har en diameter på ungefär 16 kilometer.